# Longmorn
Longmorn ist eine Whiskybrennerei bei Elgin, Schottland, Großbritannien.

## Geschichte
Die Brennerei wurde 1894 von John Duff (Glenlossie), Charles Shirres und George Thomas an der Stelle errichtet, an der sich einst eine Kapelle oder Kirche befand, von der sie ihren Namen hat; Longmorn bedeutet übersetzt „Platz des heiligen Mannes“. 1972 wurde die Anzahl der Brennblasen von vier auf sechs und 1974 von sechs auf acht erhöht. 1978 kam die Destillerie in den Besitz von Seagram und seit 2001 gehört sie zu Pernod Ricard.
Longmorn ist einer der Hauptbestandteile des Blends Chivas Regal.

## Produktion
Das Wasser der zur Region Speyside gehörenden Brennerei stammt aus den Burnside-Quellen. Sie verfügt über einen Maischbottich (mash tun) (7,5 t), acht Gärbottiche (wash backs) aus Douglasienholz (je 21.262 l) und fünf aus Edelstahl (je 42.500 l), vier wash stills (je 16.820 l) und vier spirit stills (3 × 15.000 l, 1 × 13.638 l) die erst seit 1993 mit Dampf erhitzt werden. Vorher wurde Kohle für die Befeuerung verwendet. Das verwendete Malz stammte etwa hundert Jahre lang, bis zu deren Stilllegung 1999, von den Benriach-Malzböden.

Eine Flasche Longmorn 15 years old